# Wolfhart Westendorf

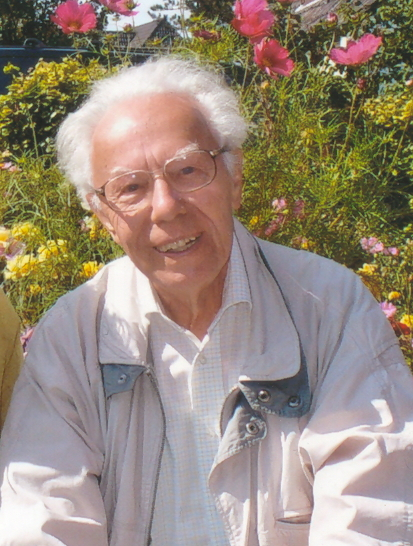
Wolfhart Westendorf (2007)

Wolfhart Westendorf (* 18. September 1924 in Schwiebus, Provinz Brandenburg; † 23. Februar 2018 in Göttingen) war ein deutscher Ägyptologe. Er gehörte zu den bedeutendsten Forschern der ägyptischen Sprache und Hieroglyphenschrift. An der Universität Göttingen war er von 1967 bis 1989 Direktor des Seminars für Ägyptologie und Koptologie.

## Leben und Werk
Westendorf trat im Sommer 1944 in die Luftwaffe der Wehrmacht ein und absolvierte eine Ausbildung in der Flugzeugführerschule B 8 in Wiener-Neustadt. Anschließend zeitweise zur IV. (Ergänzungs-)Gruppe des Kampfgeschwaders 6 verlegt, diente er dann in der 5. Staffel. Anfang Januar kurzzeitig in der II. Gruppe des Jagdgeschwaders 77 tätig kehrte er anschließend als Leutnant zur 6. Staffel des Kampfgeschwaders 6 zurück. Nach der bedingungslosen Kapitulation der Wehrmacht am 8. Mai geriet er in sowjetische Kriegsgefangenschaft.
Nach dem Zweiten Weltkrieg begann Westendorf zunächst ein Studium der Physik, wurde aber bald von Hermann Grapow als Hilfskraft für die Arbeit am Berliner „Wörterbuch der ägyptischen Sprache“ angeworben und fand so seinen Weg zur Ägyptologie. Er wurde im Jahre 1951 an der Humboldt-Universität zu Berlin promoviert mit der Arbeit Der Gebrauch des Passivs in der klassischen Literatur der Ägypter. Danach begann er seine Tätigkeit als wissenschaftlicher Mitarbeiter an der Akademie der Wissenschaften in Berlin. Er habilitierte sich 1961 mit einer Arbeit über die Grammatik der medizinischen Texte. Für seine Habilitationsschrift arbeitete er mit seinem Lehrer Hermann Grapow an der groß angelegten Herausgabe der aus dem alten Ägypten überlieferten Texte der medizinischen Papyri (Grundriß der Medizin der Alten Ägypter).
Von 1962 bis 1965 war er Assistent an der Universität München und wurde danach dort außerplanmäßiger Professor. Von 1967 bis zur Emeritierung 1989 war er ordentlicher Professor am Seminar für Ägyptologie und Koptologie der Universität Göttingen, wo er sich international auf verschiedenen Gebieten der ägyptischen Religions- und Sprachwissenschaft einen Namen machte. So verfasste er unter anderem ein Wörterbuch der koptischen Sprache.
Seine besonderen Forschungsschwerpunkte lagen auf den Gebieten der altägyptischen Grammatik, der ägyptischen und koptischen Lexikographie, der Medizin des pharaonischen Ägypten, der klassischen ägyptischen Literatur und der ägyptischen Religion.
Im Rahmen seiner wissenschaftlichen Tätigkeit war er Mitherausgeber des „Lexikons der Ägyptologie“ und der wissenschaftlichen Reihe „Göttinger Orientforschungen“ sowie Mitbegründer der wissenschaftlichen Zeitschrift Göttinger Miszellen.
Westendorf war Mitglied der Akademie der Wissenschaften zu Göttingen, der Nordrhein-Westfälischen Akademie der Wissenschaften und des Deutschen Archäologischen Instituts.
Wolfhart Westendorf starb im Februar 2018 im Alter von 93 Jahren.

## Schriften (Auswahl)
- Der Gebrauch des Passivs in der klassischen Literatur der Ägypter. In: Veröffentlichungen des Instituts für Orientforschung. Nr. 20, Berlin 1953.
- Grammatik der medizinischen Texte. In: Grundriß der Medizin der Alten Ägypter. Band 8, Berlin 1962.
- Beiträge aus und zu den medizinischen Texten. In: Zeitschrift für Ägyptische Sprache und Altertumskunde. Band 92, Nr. 1–2, S. 128–164.
- Altägyptische Darstellungen des Sonnenlaufs auf der abschüssigen Himmelsbahn. In: Münchner Ägyptologische Studien. Band 10, Berlin 1966.
- Papyrus Edwin Smith. Ein medizinisches Lehrbuch aus dem Alten Ägypten. Wund- und Unfallchirurgie. Zaubersprüche gegen Seuchen, verschiedene Rezepte. Aus dem Altägyptischen übersetzt, kommentiert und herausgegeben. In: Huberts Klassiker der Medizin und Naturwissenschaften. Band 9, Bern / Stuttgart 1966.
  - Voraus ging: Hildegard von Deines, Hermann Grapow, Wolfhart Westendorf: Grundriss der Medizin der alten Ägypter. Band 4.1: Übersetzung der medizinischen Texte. Akademie-Verlag, Berlin 1958.
- Das Alte Ägypten. Holle, Baden-Baden 1968.
- Koptisches Handwörterbuch. Heidelberg 1977.
- Beiträge zum altägyptischen Nominalsatz. In: Nachrichten der Akademie der Wissenschaften in Göttingen. Nr. 3, 1981.
- Erwachen der Heilkunst. Die Medizin im Alten Ägypten. Zürich 1992.
- Handbuch der altägyptischen Medizin. 2 Bände (= Handbuch der Orientalistik. Abteilung 1: Der Nahe und Mittlere Osten. Band 36). Leiden, Boston, Köln 1998.